# Campionati italiani di ciclismo su strada 2021 - Cronometro maschile Elite
La cronometro maschile Elite dei Campionati italiani di ciclismo su strada 2021, ventisettesima edizione della corsa, si svolse il 18 giugno 2021 su un percorso di 45,7 km, con partenza e arrivo a Faenza, in provincia di Ravenna. La vittoria fu appannaggio di Matteo Sobrero, che completò il percorso in 58'40", alla media di 46,739 km/h, precedendo il Edoardo Affini e Mattia Cattaneo.
Sul traguardo di Faenza 21 ciclisti, su 21 partiti dalla medesima località, sui 25 iscritti, portarono a termine la competizione.

## Corridori partecipanti
| N. | Nome                | Squadra              |
| -- | ------------------- | -------------------- |
| 1  | Filippo Ganna       | Ineos Grenadiers     |
| 2  | Gianni Moscon       | Ineos Grenadiers     |
| 3  | Edoardo Affini      | Jumbo-Visma          |
| 4  | Manuele Boaro       | Astana-Premier Tech  |
| 5  | Matteo Sobrero      | Astana-Premier Tech  |
| 6  | Fabio Felline       | Astana-Premier Tech  |
| 7  | Simone Bevilacqua   | Vini Zabù            |
| 8  | Marco Frapporti     | Vini Zabù            |
| 9  | Mattia Bevilacqua   | Vini Zabù            |
| 10 | Filippo Tagliani    | Androni Giocattoli   |
| 11 | Nicola Venchiarutti | Androni Giocattoli   |
| 12 | Mattia Viel         | Androni Giocattoli   |
| 13 | Umberto Marengo     | Bardiani-CSF-Faizanè |

| N. | Nome               | Squadra               |
| -- | ------------------ | --------------------- |
| 14 | Fabio Mazzucco     | Bardiani-CSF-Faizanè  |
| 15 | Mirco Maestri      | Bardiani-CSF-Faizanè  |
| 16 | Davide Bais        | Eolo-Kometa           |
| 17 | Mattia Frapporti   | Eolo-Kometa           |
| 18 | Samuele Rivi       | Eolo-Kometa           |
| 19 | Antonio Tiberi     | Trek-Segafredo        |
| 20 | Jacopo Mosca       | Trek-Segafredo        |
| 21 | Kevin Colleoni     | Team BikeExchange     |
| 22 | Alexander Konychev | Team BikeExchange     |
| 23 | Mattia Cattaneo    | Deceuninck-Quick Step |
| 24 | Alberto Bettiol    | EF Education-Nippo    |
| 25 | Riccardo Lucca     | General Store         |

## Ordine d'arrivo (Top 10)
| Pos. | Corridore         | Squadra      | Tempo   |
| ---- | ----------------- | ------------ | ------- |
| 1    | Matteo Sobrero    | Astana       | 58'40"  |
| 2    | Edoardo Affini    | Jumbo        | a 25"   |
| 3    | Mattia Cattaneo   | Deceuninck   | a 41"   |
| 4    | Filippo Ganna     | Ineos        | a 52"   |
| 5    | Fabio Felline     | Astana       | a 2'20" |
| 6    | Samuele Rivi      | Eolo-Kometa  | a 3'26" |
| 7    | Antonio Tiberi    | Trek         | a 3'47" |
| 8    | Kevin Colleoni    | BikeExchange | a 4'16" |
| 9    | Simone Bevilacqua | Vini Zabù    | a 5'27" |
| 10   | Davide Bais       | Eolo-Kometa  | a 5'50" |